# طوم سميث (لاعب اتحاد الرغبي)
طوم سميث (بالإنجليزية: Tom Smith)‏ هو لاعب اتحاد الرغبي بريطاني، ولد في 31 أكتوبر 1971 في لندن في المملكة المتحدة.

## وصلات خارجية
- طوم سميث على موقع دوري الرغبي الممتاز (الإنجليزية)
- طوم سميث عل موقع إسبنسكروم (الإنجليزية)